# Ali Yata
Ali Yata (in arabo علي يعته‎?; Tangeri, 25 agosto 1920 – Casablanca, 13 agosto 1997) è stato un attivista e politico marocchino, storico leader del Partito Comunista Marocchino.

## Biografia
Nacque nel 1920 a Tangeri, allora zona internazionale, da padre algerino immigrato dalla Cabilia e da madre marocchina originaria del Rif.
Succedette nel 1945 alla segreteria del Partito Comunista Marocchino, dopo la morte del suo predecessore Léon Sultan. Yata mise in atto un processo di marocchinizzazione del partito, fino ad allora dominato da immigrati europei. Yata venne deportato in Francia nel 1948 per le sue attività politiche. Venne poi arrestato nel 1950. Dopo aver scontato dieci mesi in carcere, venne di nuovo arrestato nel 1952 ad Algeri.